# Harker Heights (Teksas)
Harker Heights je grad u američkoj saveznoj državi Teksas. Prema popisu stanovništva iz 2010. u njemu je živjelo 26.700 stanovnika.